# Internationale Cricket-Saison 1994/95
Die internationale Cricket-Saison 1994/95 fand zwischen September 1994 und April 1995 statt. Als Wintersaison wurden vorwiegend Heimspiele der Mannschaften aus Südasien, der Karibik und Ozeanien ausgetragen.

## Überblick

### Internationale Touren
| Beginn             | Heimteam    | Auswärtsteam | Resultate | Resultate | Artikel |
| Beginn             | Heimteam    | Auswärtsteam | Test      | ODI       | Artikel |
| ------------------ | ----------- | ------------ | --------- | --------- | ------- |
| 28. September 1994 | Pakistan    | Australien   | 1–0 [3]   |           | Artikel |
| 11. Oktober 1994   | Simbabwe    | Sri Lanka    | 0–0 [3]   | 1–2 [3]   | Artikel |
| 17. Oktober 1994   | Indien      | West Indies  | 1–1 [3]   | 4–1 [5]   | Artikel |
| 25. November 1994  | Südafrika   | Neuseeland   | 2–1 [3]   |           | Artikel |
| 25. November 1994  | Australien  | England      | 3–1 [5]   |           | Artikel |
| 19. Januar 1995    | Südafrika   | Pakistan     | 1–0 [1]   |           | Artikel |
| 31. Januar 1995    | Simbabwe    | Pakistan     | 1–2 [3]   | 1–1 [3]   | Artikel |
| 22. Januar 1995    | Neuseeland  | West Indies  | 0–1 [2]   | 0–3 [3]   | Artikel |
| 4. März 1995       | Neuseeland  | Südafrika    | 0–1 [1]   |           | Artikel |
| 8. März 1995       | West Indies | Australien   | 1–2 [4]   | 4–1 [5]   | Artikel |
| 11. März 1995      | Neuseeland  | Sri Lanka    | 0–1 [2]   | 2–1 [3]   | Artikel |

### Internationale Turniere
| Beginn           | Turnier                                  | Land                         |
| ---------------- | ---------------------------------------- | ---------------------------- |
| 12. Oktober 1994 | Wills Triangular Series 1994/95          | Pakistan                     |
| 23. Oktober 1994 | Wills World Series 1994/95               | Indien                       |
| 2. Dezember 1994 | Benson & Hedges World Series 1994/95     | Australien                   |
| 2. Dezember 1994 | Mandela Trophy 1994/95                   | Südafrika                    |
| 15. Februar 1995 | New Zealand Centenary Tournament 1994/95 | Neuseeland                   |
| 5. April 1995    | Asia Cup 1995                            | Vereinigte Arabische Emirate |

### Internationale Touren (Frauen)
| Beginn           | Heimteam   | Auswärtsteam | Resultate | Resultate | Artikel |
| Beginn           | Heimteam   | Auswärtsteam | WTest     | WODI      | Artikel |
| ---------------- | ---------- | ------------ | --------- | --------- | ------- |
| 6. Februar 1995  | Neuseeland | Indien       | 0–0 [1]   | 0–1 [1]   | Artikel |
| 27. Februar 1995 | Australien | Neuseeland   | 0–0 [1]   |           | Artikel |

### Internationale Turniere (Frauen)
| Beginn           | Turnier                                          | Land       |
| ---------------- | ------------------------------------------------ | ---------- |
| 13. Februar 1995 | New Zealand Women’s Centenary Tournament 1994/95 | Neuseeland |

## Nationale Meisterschaften
Aufgeführt sind die nationalen Meisterschaften der Full Member des ICC.
| Land                         | First-Class                  | List A                           |
| ---------------------------- | ---------------------------- | -------------------------------- |
| Australien                   | Sheffield Shield 1994/95     | Mercantile Mutual Cup 1994/95    |
| Indien                       | Ranji Trophy 1994/95         | Ranji Trophy One Day 1994/95     |
| Duleep Trophy 1994/95        | Deodhar Trophy 1994/95       |                                  |
| Irani Cup 1994/95            | Challenger Trophy 1994/95    |                                  |
|                              | Wills Trophy 1994/95         |                                  |
| Neuseeland                   | Shell Trophy 1994/95         | Shell Cup 1994/95                |
|                              | Plunket Shield 1994/95       |                                  |
| Pakistan                     | Quaid-e-Azam Trophy 1994/95  | Wills Cup 1994/95                |
| BCCP Patron’s Trophy 1994/95 |                              |                                  |
| Pentangular Trophy 1994/95   |                              |                                  |
| Simbabwe                     | Logan Cup 1994/1995          |                                  |
| Sri Lanka                    | Saravanamuttu Trophy 1994/95 |                                  |
| Südafrika                    | Castle Sup 1994/95           | Benson and Hedges Series 1994/95 |
| UCB Bowl 1994/95             |                              |                                  |
| West Indies                  | Red Stripe Cup 1994/95       | Shell/Sandals Trophy 1994/95     |